# Heterostemma balansae
Heterostemma balansae är en oleanderväxtart som beskrevs av Julien Noël Costantin. Heterostemma balansae ingår i släktet Heterostemma och familjen oleanderväxter. Inga underarter finns listade i Catalogue of Life.